# Pomo d'ambra

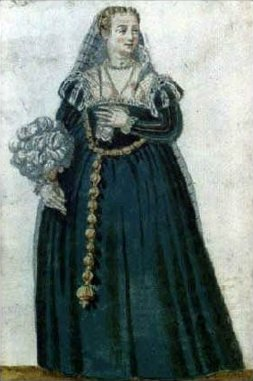
Nobildonna veneziana con vistoso pomo d'ambra "a cintola".

Pomo d'ambra (Pomander in inglese; Pomme d'ambre o Pomme de senteur in francese) era una sfera di ambra grigia, spesso impreziosita da altre essenze (muschio, zibetto, ecc.) portata dalle classi agiate europee dal XIII al XVII secolo a scopo aromaterapeutico. Fungeva sia da dissuasore cosmetico al contagio della peste che da deodorante vero e proprio. Il termine, per metonimia, finì con l'indicare non solo il materiale cosmetico di per sé stesso ma anche il contenitore atto a trasportarlo. Quest'ultimo era di solito portato al collo e poteva grandemente variare nella forma e nei materiali a seconda del ceto sociale del possessore: si passava da un semplice sacchetto contenente erbe aromatiche appeso ad un filo a squisiti ciondoli sferici in valve traforate d'oro e d'argento, incernierate ed impreziosite da gemme, iscrizioni votive e quant'altro. Questi ultimi prodotti, commissionati ad orafi specializzati, potevano anche contenere diversi scomparti deputati a specifiche essenze. Più rari ma comunque diffusi erano i pomi d'ambra da portare agganciati alla cintura.

## Storia
L'apparire dei pomi d'ambra nell'Europa continentale (le prime attestazioni, ad oggi, parlando di un'originale diffusione in ambito francese alla metà del Duecento) fu una delle tante manifestazioni della crescente attenzione che il mondo culturale gotico andava rivolgendo alle raffinatezze ed al lusso che i crescenti contatti con il Medioriente e l'Estremo Oriente importavano in Occidente.

## Versione attuale
Lo stesso nome di Pomander - a imitazione di quello antico - viene attualmente utilizzato per il confezionamento di una versione "casalinga" di questo oggetto profumatore. Si utilizza una semplice arancia sana di forma regolare e di diametro medio, dalla buccia sottile (per esempio una varietà Tarocco), e con attenzione vi si inseriscono fittamente chiodi di garofano non troppo minuti. Lasciando questa preparazione in un luogo ventilato, dopo un paio di settimane l'arancia si asciuga e si restringe ottenendo un oggetto dal profumo caldo e aromatico. È anche possibile cospargerlo con polvere di spezie come cannella, noce moscata, pepe della Giamaica e iris (quest’ultimo serve anche come fissativo)